# Русский марш
«Русский марш» — ежегодные шествия и митинги русских националистических групп, организаций и движений (часть из которых являются неонацистскими) в ряде городов России и других стран постсоветского пространства. Проходили в День народного единства, 4 ноября (российский государственный праздник в честь освобождения Москвы от польского войска в Смутное время). Мероприятия периодически запрещались, а их организаторы и участвовавшие демонстранты встречали противодействие со стороны сил правопорядка. По мнению ряда авторов, примерно к 2009 году националисты фактически «монополизировали» День народного единства, придали государственному празднику собственный смысл.
Первый «Русский марш» прошёл в 2005 году в Москве, через год после учреждения в России Дня народного единства, и стал первой крупной разрешённой демонстрацией русских националистов в современной России. Его организаторами выступили «Движение против нелегальной иммиграции» (ДПНИ) (неонацистская организация, запрещена по решению суда в 2011 году), Национально-патриотический фронт «Память», Евразийский союз молодёжи и ряд других организаций. В последующие годы мероприятие проводилось также в других городах России, а также в других странах, включая Украину,  Белоруссию и Приднестровье. Основными организаторами последующих маршей были неонацистское объединение ДПНИ Александра Белова (Поткина) и Владимира Басманова и неонацистская общественно-политическая организация «Славянский союз» (СС) Дмитрия Дёмушкина, с 2011 года — националистическая организация «Русские» Басманова, Белова, Дёмушкина, Боровикова и др.
В мероприятии участвуют объединения различной политической направленности, от православных фундаменталистов до национал-демократов. Участники объединены неприятием иммиграции с Кавказа и из Средней Азии и лозунгами о «защите прав русского народа». Марш имел и расистский компонент, наиболее ярко представленный в 2007 и 2009 годах в виде личного участия американского сторонника расизма и антисемитизма Престона Уиджинтона, установившего тесные связи с лидером ДПНИ Александром Беловым. Мероприятие является основой для создания широкой коалиции праворадикальных сил и для дальнейшей протопартийной деятельности националистов, начатой ДПНИ в 2005—2006 годах, для которого первый «Русский марш» стал первым крупным политическим достижением. В то же время разнообразный состав участников марша с самого начала проведения мероприятия приводил к постоянным расколам, чему способствовала также политика властей, борющихся с ксенофобией. Мероприятие несёт некоторый революционный заряд, некоторые его лидеры прямо призывали участников к революции. Требование ухода президента России Владимира Путина и его команды входит в основной перечень требований организаторов. В апреле 2008 года оргкомитет «Русского марша» выпустил заявление, в котором «власти РФ всех уровней» были объявлены «структурой абсолютно антинациональной, пришедшей и удерживающей власть сфальсифицированными выборами, карательными службами и обманом коренного населения России». Практически каждый год власти пытались запретить мероприятие, а затем привлекали к ответственности его организаторов, преуспев однако, в том, что не позволили участникам маршировать в центре российской столицы.
В 2005—2011 годах «Русский марш» был самой массовой уличной манифестацией в России. В 2005 году в марше приняли участие 3 тысячи человек; наиболее многочисленным стал «Русский марш», прошедший 2011 году в Москве, в котором приняли участие от 10 до 25 тысяч человек; в 2013 году — более 7 тысяч; в 2014 году 1,8-2 тысяч в связи с разногласиями по поводу Украины наблюдался спад; в 2015 году мероприятие осталось без лидеров Белова и Дëмушкина, которые оказались под арестом, и на марш пришли только 700—900 участников; в последующие годы к ответственности были привлечены и другие лидеры, и число участников поступательно уменьшалось.
Первоначально в конкуренции отдельных фракций лидировали этнонационалистические направления, что не помешало популярности имперских черно-желто-белых знамён. В 2010—2011 годах в рамках движения стали нарастать антиправительственные настроения, которые достигли кульминации после 2014—2015 годов. Участники продвигали не столько антизападническую, сколько антилиберальную повестку. После 2013—2014 годов происходил сдвиг к имперским настроениям: численность этнонационалистического марша существенно падала (с 1,8-2 тысяч человек в 2014 году до 700—900 — в 2015 году), имперского марша — росла (с 600—700 человек в 2013 году до 1200—1500 — в 2014 году). В связи с разнородностью российского правого движения в РФ с течением времени появилось несколько параллельных «русских маршей», проводящихся 4 ноября в разных местах. До 2014 года это были, как правило, политические формации, конфликтовавшие с ДПНИ или Объединением «Русские». В 2013 году движение окончательно раскололось на две группы — «Русский марш» в Люблино и «Имперский марш» в районе Октябрьского поля. После 2014 года «Русский марш» Дёмушкина и Басманова занял проукраинскую позицию, осудив предполагаемое военное вторжение российской армии на Украину, в то время как их оппоненты поддержали ДНР и ЛНР.
«Русский марш» представляет интерес с точки зрения развития политического ритуала в постсоветской России. Это одно из немногих подобных событий, повторяющихся ежегодно и позволяющих изучить взаимодействие националистических активистов и государственных властей.
В ноябре 2014 года один из организаторов «Русского марша» Дмитрий Дëмушкин утверждал, что движение разгромлено; в ноябре 2018 года то же мнение высказал Егор Холмогоров, по словам которого движению не суждено отпраздновать пятнадцатилетие.
Название «Русский марш» использовалось также для ряда акций проправительственного движения «Наши», проходивших в 2009—2011 годах в тот же день.

## Организаторы
Организаторами первого «Русского марша» в 2005 году выступили:
- Евразийский союз молодёжи. Молодёжное крыло Международного евразийского движения, созданного Александром Дугиным. Лидер — Валерий Коровин.
- Движение против нелегальной иммиграции (ДПНИ). Лидер — Александр Белов-Поткин.
- Национал-патриоты России («НПР»). Лидер — Живов Алексей.
- Национально-державная партия России. Лидер — Александр Севастьянов.
- Национально-патриотический фронт «Память».
- Общество «Правда». Лидер — Валерий Якушев.
- Русский общенациональный союз. Лидер — Игорь Артёмов.
- Русское общественное движение (РОД). Лидер — Константин Крылов.
- Движение «Русский порядок». Лидер — Василий Ансимов.

В 2006 году основным организатором «Русского марша» стало Движение против нелегальной иммиграции, лидер которого, Александр Белов (Поткин), возглавил общественный совет, в который вошли депутаты Государственной думы: Дмитрий Рогозин, Виктор Алкснис, Николай Курьянович, Андрей Савельев и другие, народный артист России Василий Лановой и академик Игорь Шафаревич. Однако уже 3 ноября заявление в качестве председателя общественного совета подписал Алкснис, а не Поткин.

## Символика и наименование
Основной символикой «Русского марша» является чёрно-жёлто-белый флаг. За пределами России нередко используется андреевский флаг. В апреле 2016 года Дмитрий Дёмушкин зарегистрировал товарный знак «Русский марш», который можно будет использовать на спортивных и общественно-массовых мероприятиях, а также в коммерческих целях.
Православные участники использовали под знамёна с православной символикой, национал-демократы — антимигрантские растяжки и баннеры, сторонники расизма и неонацизма — чёрными флаги с кельтским крестом и черепом, неоязычники — «коловрата», казаки — с лозунги против «этнической преступности», а также портреты царской семьи и баннер «Слава Христу — смерть Антихристу».

## В Москве

### 2005 год
Идея провести «Русский марш» возникла под влиянием ежегодных коммунистических протестов 1 мая, а также ежегодных демократических акций 19 августа. Кроме того, русский национализм начала 2000-х годов испытывал острый кризис, и ему требовалось нечто, что поможет сформулировать, и утвердить собственную особенную идентичность в новых политических условиях. Обсуждение мероприятия было начато Движением против нелегальной иммиграции (ДПНИ) в июне 2005 года. ДПНИ, по мнению исследователей является самой успешной и эффективной структурой национал-радикалов 2000-х годов. Центральный Совет ДПНИ принял решение о проведении первого «Русского марша» летом 2005 года по предложению Басманова.
25 октября «Евразийский союз молодёжи» (ЕСМ) в лице Юрия Горского пригласил ДПНИ и другие националистические организации (НДПР — А. Севастьянов, НПФ «Память» — Н. Скородумов, Общество «Правда» — В. Якушев, РОНС — И. Артёмов, РОД — К. Крылов, Всероссийский монархический центр, Союз православных граждан, «Славянский союз» был приглашён ДПНИ — без формального участия в оргкомитете, в дальнейшем в число участвующих вошли Национал-Патриоты — А. Живов и «Русский Порядок» — В. Анисимов) объединить усилия, и принять участие в запланированным ими на то же день «Правом марше», который должен был носить антизападный и охранительный характер. В итоге ДПНИ сначала навязало своё название, а потом и свою информационную повестку акции. Ещё в 1994 году вышла работа Владимира Гурвича «Русский марш к фашизму», впервые связавшее это словосочетание с радикальным русским национализмом. Во все последующие годы, вплоть до своего запрета в 2011 году, ДПНИ являлось центром фактической общероссийский коалиции националистов, сложившейся благодаря «Русскому маршу».
На акцию вышли тысячи националистов. Манифестация прошла от метро «Чистые пруды» (сквер возле памятника Грибоедову) до Славянской площади.
На митинге выступили: Валерий Коровин, Павел Зарифуллин, Николай Курьянович, Егор Холмогоров, Константин Крылов, Виктор Якушев и Александр Белов. Завершило митинг выступление Александра Белова:

Пришла пора задуматься — кто в доме хозяин? Мы — русские люди! Мы не дадим, чтобы Москва превратилась в Баку или Стамбул. Прогоним оккупантов, приехавших с Запада или спустившихся с гор с мешком героина! Открыли границу с Таджикистаном, откуда в Россию идет поток наркотиков! Говорят, что в этом состоят наши геополитические интересы. Ср**ть я хотел на эти интересы!
В конце своей речи Белов предложил всем, кто с ним согласен, поднять правую руку.
По мнению «Центра Сова»:

Успеху марша способствовали как отсутствие противодействия со стороны властей, так и хорошая погода. Участники акции продемонстрировали отменную дисциплину участвующих. Марш имел огромный общественный резонанс, что неудивительно: это было не только крупнейшее по масштабам и массовости мероприятие ультраправых в 2000-х годах, но и одно из наиболее массовых шествий, проведенное в Москве за многие годы (не считая, разумеется, официозных).
Организованный ДПНИ «Русский марш» многих тысяч молодых радикальных националистов в самом центре столицы России, по московским бульварам, завершившийся митингом практически под окнами президентской администрации, ставший с тех пор ежегодным и распространившимся на многие другие города, произвёл сильнейшее впечатление, как на широкую публику, так и на самих националистов.
4 ноября 2005 года ни один российский телеканал (за исключением дневного выпуска новостей НТВ) не показал в новостях ничего, связанного с «Русским маршем». По информации газеты «Коммерсантъ», из Кремля был дан прямой запрет на освещение этой темы. 7 ноября 2005 года в «Известиях» была опубликована статья «Националисты приватизировали праздник». 11 ноября того же года был снят со своей должности главный редактор «Известий» Владимир Бородин. Распространились слухи, что причиной снятия был «излишне мягкий тон» статьи, в частности, это мнение публично озвучил предыдущий главный редактор «Известий» Раф Шакиров.
Фактически именно в то время начало складываться сильное движение, резко отличавшееся от национализма 1990-х годов. Оно ориентировалось не на те или иные ностальгические образы, а на идею построения новой, этнической русской государственности на территории России вместо утраченной империи.

### 2006 год
Оргкомитет «Русского марша» 2006 был сформирован ДПНИ (Белов и Басманов), партией «Народная Воля» (Бабурин), НДПР (Севастьянов), Русским общественным движением (Крылов), «Русским Порядком» (Владимир Тор). Также при оргкомитете действовал Общественный совет в поддержку «Русского марша», куда вошли: Виктор Алкснис, депутат Государственной Думы РФ; Николай Курьянович, депутат Государственной Думы РФ; Василий Лановой, народный артист России; Иван Мусатов, депутат Государственной Думы РФ; Валентин Полянский, герой России; Дмитрий Рогозин, депутат Государственной Думы РФ; Андрей Савельев, депутат Государственной Думы РФ; Ирина Савельева, депутат Государственной Думы РФ; Елена Чудинова, писатель, автор книги «Мечеть Парижской Богоматери», академик Игорь Шафаревич. Иногда совещания Общественного совета в качестве наблюдателя посещал Алексей Навальный. Публично Навальный высказывался о том, что он не осуждает ни один из лозунгов «Русского марша».
Соратникам ДПНИ власти не согласовали «Русский марш». Был согласован лишь небольшой митинг партии «Народная воля» Бабурина в сквере Девичьего поля около памятника Льву Толстому, в районе станции метро «Парк культуры» с 12 до 14 часов. Националисты пригласили своих сторонников именно туда. В своей речи Белов критиковал главу Администрации президента РФ Владислава Суркова (именуемого в националистической среде «Асламбек Дудаев» из-за слухов о чеченских корнях), который якобы обещал уничтожить партию Бабурина, если на митинге выступят представители ДПНИ. Собравшиеся потребовали отставки Суркова. После завершения выступления Белова началось несанкционированное шествие.
По мнению экспертов, «Русский марш» 2006 года является знаковым в том плане, что стал для националистов первой скоординированной акцией всероссийского масштаба. В центре этой деятельности стояло ДПНИ, которое привлекая всевозможные более мелкие формации, повторило общероссийский масштаб своих мероприятий уже через несколько месяцев, 28 января 2007 года, проведя митинги «в защиту политзаключённых» более чем в полутора десятков городов России, что говорит о целенаправленной протопартийной работе в масштабах страны со стороны этого ДПНИ и его союзников. Очередной успех ДПНИ во многом был вызван организационной силой этой структуры, созданной и руководимой Басмановым, которая и ранее проявлялась в способности к мобильности, координации действий через интернет (в то время этого ещё почти никто не умел), организации информационной кампании в СМИ, «акций поддержки» в других регионах России, уличной агитационной кампании. ДПНИ являлось наиболее креативной из всех ультраправых организаций страны, именно нестандартные подходы позволяли этому движению обеспечивать присутствие в информационном пространстве и завоёвывать популярность.
С 2006 года прокремлёвские движения пытались перехватить лозунги ультраправых групп, а также наименование «Русский марш». Фактически молодогвардейцы, «Местные» и подобные организации с разной степенью активности и успешности пытались позиционировать себя в этих акциях как альтернативу «плохим националистам» из, например, ДПНИ.

### 2007 год
Оргкомитет в Москве был сформирован как и ранее из ДПНИ и его ближайших союзников — НДПР, РОД, РОНС.
Давление властей на основного организатора, ДПНИ, находившегося на пике своей известности после первого «Русского марша» и массовых беспорядков в Кондопоге, стало стремительно нарастать, усиливаясь все последующие годы — вплоть до запрета ДПНИ в 2011 году, и ареста Белова в 2014 году.
Велись переговоры о проведении международных акций в поддержку «Русского марша», однако как заявил Центр общественных связей ДПНИ «западные организации (Национальный фронт — Франция, Британская Национальная партия — Великобритания, Сербская Радикальная партия, белое движение США) не нашли в себе сил провести массовые мероприятия». От США присутствовал лично Престон Виджинтон, остальные организации (кроме Национального фронта) выслали свои флаги для обозначения своей солидарности с проводимым мероприятием. Наблюдатели отмечали участие в «Русском марше» в Москве иностранных граждан — ультраправых из Британии и США, как минимум, в 2007, 2008, 2009 годах.
В Москве шествие началось от моста «Багратион» по набережной Тараса Шевченко и закончилось в сквере у гостиницы «Украина», где и состоялся митинг.
Шествие собрало по разным оценкам от 1 до 7 тысяч человек, медиальная оценка — 4,5 тысячи. В мероприятии в Москве, под эгидой ДПНИ, так или иначе приняли участие все сколько-нибудь активные ультраправые группы, даже находящиеся друг с другом в жёсткой конфронтации.
В ноябре 2008 года против Белова было возбуждено уголовное дело по статье 282 УК РФ («Возбуждение ненависти либо вражды, а равно унижение человеческого достоинства»). Прокуратура сочла разжигающим межнациональную рознь выступление Белова на митинге 4 ноября 2007 года.
В этом же году некоторое время выходит газета «Русский марш», выпускаемая ДПНИ и их союзниками. В феврале 2007 года вышел пилотный номер газеты, которая позиционировалась как «общенациональная политическая газета». 16-полосная газета планировалась как еженедельное издание с заявленным тиражом 40 тысяч экземпляров. Вышло не менее пяти номеров газеты.

### 2008 год
17 мая 2008 году на посту лидера ДПНИ Владимира Басманова (основавшего и руководившего движением с 2002 года) сменяет Александр Белов, на первом съезде ДПНИ (после подписания июньского пакта с Навальным и лидерами ряда других политических структур) окончательно заняв одновременно пост главы, как политического, так и исполнительного руководства, который занимал до апреля 2009 года.
Оргкомитетом «Русского марша» было подано двадцать заявок на проведение главного «Русского марша» в Москве во все административные округа столицы, в том числе в Центральный. Все двадцать заявок были отклонены властями с разными мотивациями. Ключевые организации оргкомитета ДПНИ и «Славянский союз» приняли решение проводить «Русский марш» в формате несанкционированного шествия. Это решение не было поддержано РОНС, соратники которого предпочли провести Крестный ход. Из крупных организаций «Русский марш» 2008 года проводили только ДПНИ Белова и Басманова и «Славянский союз» Дёмушкина, другие их союзники представляли собой кружки из нескольких человек.
Агитация осуществлялась под лозунгом «Русский марш на Кремль». Перед началом шествия Дёмушкин организовал небольшой митинг-выступление практически в самом начале Старого Арбата. После чего началось движение, которое упёрлось в заграждение ОМОНа. Басманов принял решение о штурме оцепления и лично первым пошёл на прорыв. Результатом стал прорыв оцепления и также массовое задержание некоторых участников из второй колонны, сопровождавшееся нанесением травм многим из них.
Было задержано до 800 человек, в том числе лидер Дёмушкин и Басманов. Басманов получил сотрясение мозга и, впоследствии проходил лечение в больнице. Части участников второй колонны удалось прорваться в сторону метро «Смоленская».
Всевозрастающее давление властей на националистов, по мере роста популярности ДПНИ, «Русского марша», в целом, националистических идей, и отказа властей идти на уступки в ответ на требования ультраправых (включая возможность реального влияния на власть), вело к прямой конфронтации, и на «Русском марше» 2008 года впервые дело дошло до массовых столкновений политических организаций русских националистов и их сторонников с полицией. ДПНИ начинает все активней твёрдо выступать, именно как оппозиция российской власти.
6 декабря было совершено покушение на убийство Александра Белова. В этот же день погиб руководитель Службы безопасности ДПНИ Иван Лебедев.

### 2009 год
Основными организаторами выступали ДПНИ (Белов и Басманов) и «Славянский союз» (Дёмушкин), с которыми в Коалицию «Русский марш» для проведения мероприятия вошли ещё несколько небольших формаций (РОД, «Память», СРН, РОС). С 2009 года это была уже не фактическая коалиция, но формально объявленная, как постоянно действующая структура, при этом московский оргкомитет фактически координировал подготовку акции по всей стране вплоть до 2012 года ДПНИ являлось основным действующим лицом легального национализма на момент проведения Марша. Оргкомитетом было подано 12 заявок на проведение «Русского марша».
«Русский марш» стал самым массовым из мероприятий, проходящих без поддержки властей. Представители силовых структур оценили число участников в 1,5—2 тысячи человек, эксперты — в 3,5 тысячи человек.
На митинге выступили Дёмушкин («Славянский союз»), чья речь отличалась особой радикальностью против российской власти, Владимир Ермолаев (ДПНИ, Председатель Национального Совета), полковник Владимир Квачков (НОМП), Игорь Артёмов (РОНС), Юрий Екишев (ДПНИ, руководитель организации в Республике Коми, движение «Парабеллум»), Сергей Туманов (бывший начальник Штаба НПФ «Память»), гражданин США Престон Виджинтон, Алексей Мазур, представляющий инициативных местных жителей, выступающих против переноса в Люблино «иммигрантского» рынка, Георгий Боровиков («Память»), Константин Крылов (РОД), Александр Белов (ДПНИ), в качестве ведущего выступил Владимир Басманов (ДПНИ, Глава Центральной Управы). Среди участвующих в мероприятии был также член Бюро федерального Политсовета движения «Солидарность» Сергей Жаворонков.
Ряд националистов не смогли принять участие в акции по причине их задержания сотрудниками полиции. Так, был задержан автобус с 35 региональными соратниками ДПНИ и «Славянского союза», выехавший из Краснодара.

### 2010 год

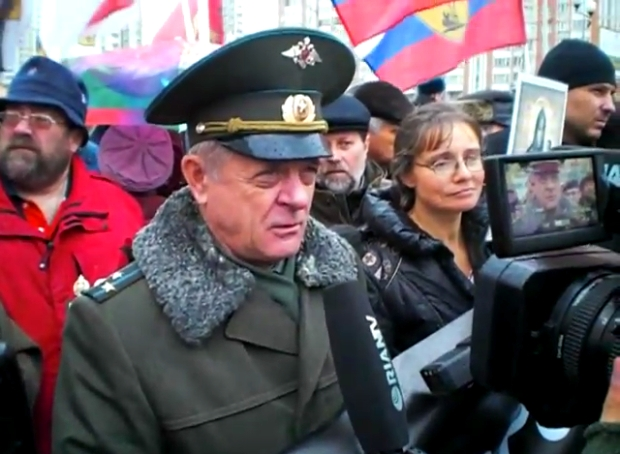
Полковник Владимир Квачков во время «Русского марша» 2010 года

12 октября в Гостином дворе в Москве прошла пресс-конференция «Русский марш 2010», которую провели руководители организаций — членов Коалиции «Русский марш»: Владимир Ермолаев, председатель Национального Совета ДПНИ, Георгий Боровиков, руководитель РФО «Память», Игорь Артёмов, председатель РОНС, Константин Крылов, президент Русского общественного движения (РОД), Дмитрий Дёмушкин, представитель Движения «Славянская сила» (созданного вместо запрещённого в России «Славянского союза»).
Выступления ораторов были значительно радикальнее обычного.
Это был последний «Русский марш», где основным техническим организатором по стране являлось ДПНИ, запрещённое в последующем году. По мнению экспертов ДПНИ придерживалось стратегии, позволяющей со временем стать «респектабельным националистическим движением европейского типа», по примеру французского «Национального фронта» или «Альянса за будущее Австрии». «Русский марш» 2010 года был крупнейшим политическим оппозиционным мероприятием в стране по численности участников.

### 2011 год
Ко времени проведения «Русского марша» в 2011 году крупнейшие и ключевые структуры его организаторов были запрещены, включая ДПНИ, «Славянская сила» и РОНС. По масштабу публичных акций в Москве и в большинстве крупных городов России националисты обогнали не только либералов, но и коммунистов, несмотря на возрастающее давление государства. По инициативе ДПНИ, после призывов лидеров ДПНИ и «Славянского союза» — Владимира Басманова и Дмитрия Дёмушкина ко всем националистам сплотиться в единую этнополитическую организацию, большинство организаций Коалиции «Русский марш» приняло решение о создании Объединения «Русские».
Подготовка «Русского марша» осложнялась возбуждением против Дёмушкина уголовных дел по статьям 282 УК РФ — «Возбуждение ненависти либо вражды» и ч. 3 ст. 212 УК РФ — «Призывы к массовым беспорядкам». В связи с этим пришлось подать ещё одну заявку.
4 ноября прошёл седьмой, на тот момент самый масштабный «Русский марш». Большой численности участников мероприятия способствовали не только эффективные действия организаторов, общая политическая обстановка, но и изменение общественных настроений — в 2011 году доля жителей России, солидарных с националистами в требовании ограничить внешнюю миграцию в страну, выросла до 68 %.
Эксперты отмечали, что «Русский марш» 2011 года оказался последним, который численно превышал любые уличные политические протестные выступления в стране иных, не националистических политических сил. Уже в том же году, в декабре, общегражданские уличные выступления против режима Путина, к которым призывали сами националисты на прошедшем «Русском марше», прошли с участием, как националистов, так и либералов и левых, а также тех, кто впервые выходил на какие-либо уличные акции — впервые численно превысили число участников самого крупного на тот момент «Русского марша».

### 2012 год

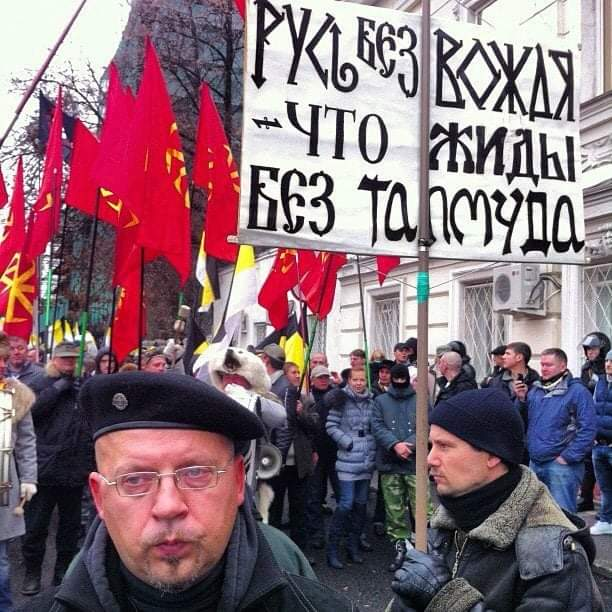
«Русский марш» в 2012 году в Москве, плакат на фоне флагов с националистическим и неоязыческим символом «коловратом»

В 2012 году организацию «Русского марша» по стране осуществлял Центральный организационный комитет Русского марша, образованный 28 сентября 2012 года, в следующем составе: Владимир Басманов («Русские»), Александр Белов («Русские»), Дмитрий Дёмушкин («Русские»), Георгий Боровиков («Русские» и «Память»), Ростислав Антонов (РОД), Станислав Воробьёв (РИД), Олег Иванов («Русские»), Константин Крылов (РОД), Иван Миронов (независимый, формально РОС, Бабурина), Антон Сусов (Русское гражданское общество, недолго просуществовавший осколок ДПНИ), Алексей Колегов («Рубеж Севера», позднее запрещённая в России организация русских и коми националистов из Сыктывкара), Александр Турик («Союз русского народа»), Денис Тюкин («Русские»).
В числе растяжек и плакатов «Русского марша» 2012 года были следующие: «Русские против диктатуры», «Нет 282 статье», «Русские идут», «Хватит кормить Кавказ», «Не хотим кормить Кавказ, им Аллах и так подаст», «Всем гостям безумно рад толерантный Москвабад», «Белая честь сильнее стальных оков», «Русь без вождя, что жиды без Талмуда», «Долой жидомасонов» и др.
В 2012 году в столице «Русский марш» был согласован ближе к центру Москвы и проходил по Якиманской и Крымской Набережным.
По подсчётам наблюдателей центра «Сова», в мероприятии приняло участие около 5,5 тысяч человек.

### 2013 год
Состав Центрального оргкомитета «Русского марша» не претерпел существенных изменений по сравнению с 2012 годом.
По подсчётам наблюдателей центра «Сова», в марше приняли участие около 6 тысяч человек. По мнению экспертов, по численности — это был самый массовый Русский Марш за все время его проведения.
Участники «Русского марша» скандировали лозунги («Русским — русская Москва, отменить 282», «Россия для русских, Европа — для белых», «Москва — не Кавказ, Аллах — п…», «Россиянин круглый год на квартире водку жрёт, русских нужно много нам, на хрен быдло-россиян», «Не кури, не бухай, хачей убивай», «Убей хача, спаси Россию!» и др.), вскидывая руки в нацистском приветствии. Марширующие несли плакаты, включая «Вставайте, люди русские!», «Люблино — новое Бирюлёво» и др. В колонне «Русских» духовой оркестр играл «Прощание славянки», «Катюшу». Имели место также два мероприятия, участники которых прошли шествием от метро «Октябрьское поле» до метро «Щукинская», где состоялись митинги. Первое шествие было организовано «Русской коалицией действия». Колонна собрала около 550—600 участников. На Пушкинской площади состоялся митинг ЛДПР Владимира Жириновского, в котором участвовали несколько сотен человек. Второе мероприятие называлось «Царский русский марш», в нём участвовало около 120—150 человек. В нём участвовали «Союз православных хоругвеносцев», три участника «Щита Москвы». Участники несли иконы, портреты Николая II и выкрикивали монархические лозунги. Участники шествия скандировали лозунги «Россия будет свободной», «Русский порядок на русской земле», «Долой жидовское иго!», «Бог, царь, нация» и др. От храма Рождества Богородицы в Путинках на улице Малой Дмитровке Союз русского народа (СРН) Михаила Назарова провёл крестный ход по бульварам.
На этом «Русском марше» 2013 года впервые присутствовала отдельная колонна славянских неозычников (родноверов). На «Русском марше» в Люблине доминировала неоязыческая символика. В мероприятии в Люблине участвовали, в частности, Владимир Истархов, автор неоязыческой книги «Удар русских богов», и его «Российская правая партия».
Если в 2012 году основной «Русский марш» испытывал очевидное влияние общепротестных мероприятий, то в 2013 году акция была явно проведена под влиянием беспорядков в Бирюлёво. 14 октября «Русские» и НДП провели круглый стол с участием большого числа журналистов, посвящённый событиям в Бирюлёво. Говорилось об имеющем место «засилье мигрантов» в районе и властей, которые «не защищают русских». Лидер НДП К. Крылов назвал беспорядки в Бирюлёво «антикриминальным выступлением граждан», ещё ранее один из лидеров Объединения «Русские» Белов заявил, что для улучшения межнациональных отношений «нужно следить за тем, чтобы в регионы не прибывало слишком много неконтролируемых и ненужных мигрантов, которые раздражают местных жителей».
По данным социологов в 2013 году «Русский марш» поддерживали 40 % жителей страны, 26 % относились к нему отрицательно.

### 2014 год

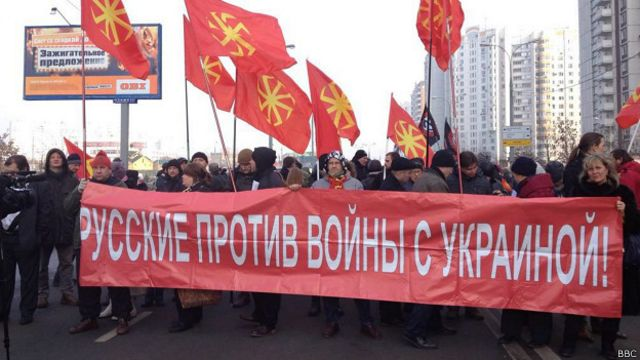
«Русский марш» в Люблино в 2014 году с антивоенным транспарантом

Русские националисты по разному относились к вооружённому конфликту на востоке Украины. Для многих русских националистов украинский Евромайдан стал примером национальной революции, к которой нужно стремиться. Ко времени проведения «Русского марша» националистическое движение в целом было сильно расколотым. После «Русского марша» последовало размежевание противников и сторонников непризнанных ЛНР и ДНР. В этот период единственными реально действующими относительно массовыми организациями националистов в России были с одной стороны Объединение «Русские» (и её составная часть — Партия националистов), и с другой стороны — Национал-демократическая партия (НДП), с преобладанием первой.
О поддержке ДНР и ЛНР заявили: Национал-демократическая партия (НДП), «Русское имперское движение» (РИД), Правозащитный центр «Русского общественного движения» (ПЦ РОД), «Великая Россия», НПФ «Память», Гвардия Баркашова, «Российский общенародный союз» (РОС), «Союз русского народа» (СРН), НОМП (позже была запрещена в России), «Атака» (позже была запрещена в России) и др.
Нейтральную позицию заняли: Объединение «Русские» (в нём имелось большое число выступавших против ДНР и ЛНР), «Национальный союз России», «Реструкт» (позже был запрещён в России и прекративший свою деятельность), «Национал-социалистическая инициатива» (несмотря на личную поддержку Новороссии Дмитрием Бобровым, позже была запрещён в России) и др.
23 октября под стражу был взят один из лидеров Объединения «Русские» Александр Белов. Последующие 3,5 года он проведёт сначала под арестом, а потом в местах лишения свободы. Арест Белова его соратники связывают с его отказом поддержать внешнюю политику России в отношении Украины.
Согласование проведения «Русского марша» удалось получить Владимиру Тору (РОД и НДП) в Люблино. РОД и НДП пригласили Объединение «Русские» и их союзников провести «Русский марш» нейтральной тематики под лозунгом «За русское единство!».

### 2015 год
28 октября 2015 года крупнейшая организация русских радикальных националистов, Объединение «Русские» по решению Мосгорсуда была признана экстремистским и запрещена на территории России. Перед самым «Русским маршем» силовиками был задержан Дёмушкин.
4 ноября первая колонна «Русского марша» была в Люблино построена бывшими соратниками Русских и личными сторонниками Дмитрия Дёмушкина, включая националистов, посещавших спортивные тренировки казачьего ножевого боя. Сначала они развернули баннер «Русский Марш», но потом он был заменён на баннер «Свободу Дмитрию Дёмушкину!». В торце колонны также был растянут баннер «Мы против запрета русских!». Далее шёл «Чёрный блок» Владимира Ратникова (на тот момент новая протестная националистическая организация) с баннерами «За Европу отечеств», и «Только борьба дарует победу». За ними следовала Правая колонна, сформированная соратниками Комитета «Нация и Свобода» с баннером «Долой диктатуру! За права и свободу русского народа!». За Правой колонной следовала «Непримиримая колонна», организованная «Непримиримой лигой» при поддержке национал-социалистов «Славянского союза» Северо-Запада, прибывших из Санкт-Петербурга. Далее следовала антивоенная колонна Правой партии под руководством Владимира Истархова и родноверов с баннером «Русские против войны с Украиной!». Участники колонны скандировали антивоенные речёвки. Затем шла Славянская колонна с баннером «Славяне, объединяйтесь!». Шествие замыкала небольшая колонна РОНА под руководством Олега Филатчева. В «Русском марше» приняло участие несколько тысяч человек.
В этом же году Дёмушкин стал владельцем товарного знака «Русский марш», чтобы защитить бренд от недобросовестного использования.

### 2016 год
В целом к ноябрю 2016 года все крупные праворадикальные националистические организации, участвовавшие в «Русском марше», были запрещены государственными структурами и ликвидированы спецслужбами РФ, а их лидеры эмигрировали или были арестованы. В частности, в 2016 году был вынесен приговор Белову, лидеру самой крупной националистической структуры 2000-х годов — ДПНИ, и сменившего его движения «Русские», а в конце 2016 года был арестован другой ключевой руководитель «Русских» — Дмитрий Дёмушкин.
В 2016 году на повестке акции были требования отставки Путина и его правительства и прекращение «политических репрессий». Во главе шествия традиционно были пронесены православные хоругви. Затем шла общенационалистическая колонна с банером «Мы против запрета Русских! Свободу слова! Свободу собраний! Свободу союзов!». Среди участников колонны были бывшие соратники запрещённого Объединения «Русские». Следом, со знамёнами с «коловратом», шла родноверческая колонна, которую построили соратники Русской правозащитной лиги. Колонна несла баннер «Русские имеют право!». Далее шёл «Чёрный блок» с баннерами: «Национал-социализм — это борьба за новое государство», «За Европу отечеств», «Рост цен, тарифов, нищеты — всё это выбрали не мы» и ещё одним баннером, посвящённый вопросам морали, на котором при помощи значков располагающихся под надписью «высшая мораль» было обозначено неприятие наркотиков, абортов, ЛГБТ-пропаганды и коррупции, поддержка русских семей, правосудия, здорового образа жизни и права на оружие. За «Чёрным блоком» двигалась колонна «За Нацию и Свободу» Комитета «Нация и Свобода» (КНС, самого крупного и заметного наследника запрещённого Объединения «Русские»). Баннеры «Долой Диктатуру!» и «Импичмент! Люстрация! Десоветизация!» были запрещены сотрудниками силовых структур, под угрозой удаления организации с «Русского марша» и ареста её участников. Соратники КНС компенсировали отсутствие баннеров антирежимными и протестными речёвками. К колонне присоединились соратники «Непримиримой лиги», чьи баннеры также не были разрешены (в том числе «Когда начнётся — погоны не спасут», и баннер в память о погибших участниках радикального националистического движения — Дмитрии Боровикове и Максиме Базылеве), а также соратники «Русского фронта освобождения „Память“».

### 2017 год
Спустя несколько месяцев после ареста Дёмушкина по уголовному делу по 282 статье его команда из числа бывших соратников утратила политическую активность. «Русский марш» на общероссийском уровне по-прежнему готовился Центральным оргкомитетом «Русского марша». В Москве был сформирован новый региональный оргкомитет из ключевых организаторов колонн «Русского марша» прошлых лет: Комитет «Нация и Свобода» (Басманов и Шишков), «Чёрный блок» (Ратников), РФО «Память» (Корнеев), «Республиканский блок» (позже сменивший название на «Ассоциация народного сопротивления»). Коалиция сотрудничала с «Новой правой альтернативой» (Горский, один из организаторов первого «Русского марша»).
Центральный оргкомитет работал в следующем составе: Владимир Басманов (на тот момент глава Комитета «Нация и Свобода»), Александр Белов (через представителя, поскольку находился в СИЗО), Максим Вахромов, один из лидеров «Национального союза России», лидер националистов Екатеринбурга, организатор «Русского марша» в Екатеринбурге, Виталий Горюнов, один из лидеров Национального Союза России, лидер националистов Тулы, организатор «Русского марша» в Туле, Сергей Гужев, лидер националистов Вологды, организатор «Русского марша» в Вологде, Алексей Колегов, лидер националистов в Республике Коми, организатор Русских Маршей в Сыктывкаре, Павлов Георгий, лидер националистов Пскова, организатор «Русского марша» в Пскове, Игорь Стенин, лидер националистов Астрахани, организатор «Русского марша» в Астрахани, Алексей Бахтин, лидер националистов Новосибирска, организатор «Русского марша» в Новосибирске. Один из помощников Дёмушкина (во второй половине 2016 — начале 2017 года), находившегося в заключении, Иван Белецкий (Тимошенко) обвинил других организаторов «Русского марша» в «нелегитимности» и призвал «кавказских радикалов» штурмовать сцену «Русского марша».
Позже, после возвращение из мест лишения свободы, Дёмушкин выступил с осуждением и резкой критикой Белецкого. В дальнейшем Белецкий выпустил серию видеороликов с оскорблениями и обвинениями в адрес большинства лидеров русских националистов, и особенно Дёмушкина.

### 2018 год

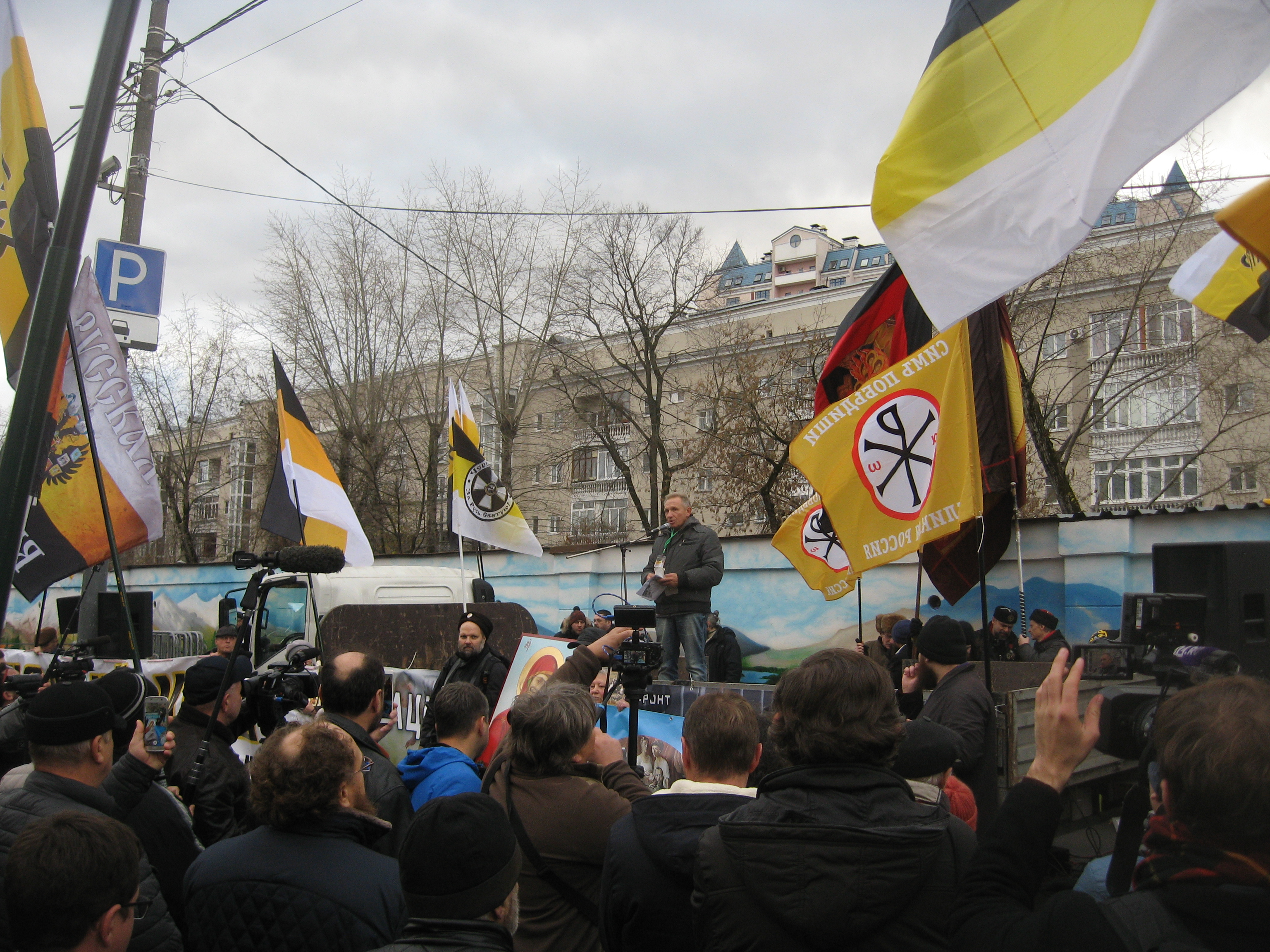
Выступление Владимира Филина

Организаторами «Русского марша» 2018 выступили: Комитет «Нация и Свобода» (КНС), «Ассоциация народного сопротивления» (АНС), «Национал-революционный авангард» (НРА), организация националистов-экологов «Экологический авангард и национальная организация русской молодёжи» (НОРМ). Эти организации, фактически составляя коалицию, вывели на свои акции заметное число своих участников.
19 октября соратники «Московской лиги» Комитета «Нация и Свобода» подали официальное уведомление на проведение «Русского марша» 2018 года.
4 ноября в Люблино политические организации националистов Комитет «Нация и Свобода» (КНС), Ассоциация Народного Сопротивления (АНС), Национал-Революционный Авангард (НРА), Экологический Авангард (ЭА) и Национальная Организация Русской Молодёжи (НОРМ) провели «Русский марш» с призывами за национальное и социальное государство, против замещающей миграции, против «китаизации» Сибири и Дальнего Востока, за социальную поддержку русских семей. По приказу сотрудников ФСБ и
Центра по противодействию экстремизму МВД полиция не пропустила на «Русский марш» часть баннеров КНС, и срывала повязки участников КНС с «соколом Рюрика» на бордовом фоне. Не менее восьми человек было задержано. Среди задержанных — Дмитрий Карасев (лидер АНС), Павел Лебедянский (лидер НРА) и Никита Зайцев (АНС), во время прохождения через рамки металлоискателей в Люблино — Андрей Народный (Антон Беляченко, АНС), Анастасия Медникова (КНС), а также ряд других соратников КНС.
Позже стало известно, что группа Белецкого, конфликтовавшая с Комитетом «Нация и Свобода», готовила нападение на официальных заявителей «Русского марша» с целью срыва акции. В связи с подобными планами перед началом акции был задержан ключевой представитель Белецкого в Москве Мухаммад Борис Азимович «Бурмистров», координировавший эти действия. В дальнейшем выяснилось, что группа Белецкого, действовавшая в Москве несколько лет, состоит из агентуры МВД, что Белецкий был вынужден публично признать, после опубликования целой серии документов бывшим участником этой группы. После серии разоблачений, к «Русскому маршу» 2020 года данная группа практически прекратила существование в Москве.

### 2019 год
В 2019 году лозунги «Русского марша» за права и свободу, прекращение политических репрессий и освобождение узников совести сильно коррелировали в целом с правозащитной деятельностью националистов, кампаниями против политических репрессий в течение всего года. Особенно в этом преуспела «Ассоциация народного сопротивления». Это был последний «Русский марш», в подготовке которого принимал участие Комитет «Нация и Свобода», который 28 июля 2020 года был запрещён в России.
Во время «Русского марша» не менее 10 человек были задержаны. Силовики не допустили баннер «Нет замещающей миграции. Мы против раздачи гражданства, этнопреступности и китаизации». СМИ оценили число участников акции в 200 человек. В «Русском марше» принял участие Дмитрий Дёмушкин, освободившийся из заключения. Если в прошлом пропаганда участия в «Русском марше», особенно в интернете, имела большие масштабы, то со временем противостояние со стороны властей привели к её минимизации. Росло как общее количество приговоров за националистическую пропаганду в целом, так и доля приговоров именно за интернет-пропаганду. Если на первом этапе (2005—2009 годы) ставка властей делалась на специальные мероприятия по формированию подставных организаций, созданию различных альтернатив для националистов, желающих порвать с теми группами, которые стали объектом противодействия властей (которые, как правило, и были основными организаторами «Русских маршей»), то после массовых беспорядков 2010 года на Манежной площади, где участвовало не менее 5 тысяч националистов, 2013 года в Бирюлёво, и, особенно, украинского Евромайдана 2014 года, прямое давление государства на организаторов «Русского марша» существенно усилилось и со временем нарастало. Осуществлялись обыски, аресты, тюремные заключения лидеров, запреты организаций.

### 2020 год
В рамках противодействия пандемии COVID-19, начиная с весны 2020 года в Москве были запрещены все массовые и публичные мероприятия. Тем не менее, 26 октября Московский оргкомитет «Русского марша» в составе Движения националистов и «Ассоциации народного сопротивления» заявил, что ежегодное шествие националистов 4 ноября состоится, несмотря на отсутствие согласования. Движение националистов было создано 2 июля 2020 года по инициативе Владимира Басманова при поддержке Михаила Пулина («Ассоциация народного сопротивления»), Георгия Павлова («Псковская русская вечевая республика»), Андрея Марцева («Чёрный фронт»).
4 ноября русские националисты вышли на «Русский марш» с требованием арестовать лиц, причастных к убийству неонациста Максима Марцинкевича. Также националисты требовали освобождения политических заключённых, критиковали политику Путина, по их заявлениям, «ведущую русский народ к вымиранию», и призвали все силы общества — от журналистов, до избиркомов и полиции, перестать сотрудничать «с режимом Путина, фактически убивающим русских людей». Сбор на акцию проходил в метро «Цветной бульвар», и непосредственно у метро произошло столкновение участников «Русского марша» с полицией, которая сажала в автозаки всех, кого идентифицировали как участника «Русского марша». Лишь немногим, во главе с Георгием Шишковым, удалось дойти до конечной точки маршрута (здание приёмной ФСИН), возложить цветы «в память всех репрессированных и убитых заключённых», где они и были задержаны. Было задержано более 60 человек, среди которых были представители московского оргкомитета «Русского марша» — пресс-секретарь АНС Никита Зайцев и руководитель одного из подразделений Движения националистов Георгий Шишков. Впоследствии Зайцев получил 15 суток административного ареста.
Спрос на националистические идеи по-прежнему высок, но наблюдается результат многолетнего давления и специальных мероприятий со стороны государства (от «защиты Русского мира» в 2014 году до специальных кампаний по борьбе с независимыми структурами националистов, блокировок их информационных площадок и др.), который ведёт к подавлению организованного национализма в России.

### 2021 год
В 2021 году многолетний организатор «Русских маршей» Дмитрий Дёмушкин заявил, что сейчас уже нет смысла в проведении данной акции.
Заявки на мероприятие подавались в центр Москвы, и в Люблино, но Мэрия Москвы снова отказалась согласовать это мероприятие. 2 ноября, за день до акции, один из заявителей акции был арестован на 10 суток за неповиновение полиции. Некоторые националисты предпринимали попытки провести акцию. 4 ноября Красная площадь была перекрыта в связи с «Русским маршем», в метро полиция задержала больше 27 человек.

## В других городах России
- С 2006 года шествия в рамках «Русского марша» проводятся в Санкт-Петербурге, в центре города; отмечались столкновения демонстрантов с деятелями антифашистских организаций и милицией[145][146][147][148][149]. На прошедшем 4 ноября 2013 года в Санкт-Петербурге «Русском марше» принимали участие представители неоязыческого объединения «Схорон еж словен» во главе со своим верховным жрецом Владимиром Голяковым (Богумилом Вторым Голяком). По инициативе Голякова в резолюцию марша были включены слова об «освобождении славян от инородной оккупации»[150].
- Центральная Россия: Белгород (2013)[151], Воронеж (2013)[152], Иваново[153], Кострома[154], Липецк[155], Орёл[156], Рязань (2010)[157], Смоленск (2012)[158], Тверь (2013)[159], Тула (2010)[160][161][162], Ярославль (2013)[163]
- Северо-Запад: Архангельск (2013)[164], Вологда[165], Калининград (2010)[166], Мурманск (2013)[167], Сыктывкар (2010)[168][169]
- Юг: Астрахань (2013)[170], Волгоград (2013)[171], Краснодар[172][173]
- Приволжье: Киров (2010)[174][175], Нижний Новгород (с 2006 ежегодно)[176], Пенза (2010)[177][178], Пермь[179], Самара (2010)[180], Саратов (2010—2012)[181], Тольятти (2010)[182][183], Казань (2013)[184], Уфа (2013)[185], Ульяновск[186], Чебоксары[187]
- Дальний Восток: Благовещенск (2006, 2008, 2012, 2013)[188][189], Владивосток (2006)[190], Петропавловск-Камчатский (2012)[191], Хабаровск (2013)
- Сибирь: Барнаул[192], Иркутск (2006, 2010)[193], Кемерово[194], Красноярск[195], Омск[196], Новосибирск (с 2006 ежегодно)[197]
- Урал: Екатеринбург (2013)[198], Сургут[199], Челябинск (2013)[200].

## Противодействие в России

### Административные и организационные меры
В 2006 году Мэрия Москвы и администрации нескольких других городов запретили шествие. Участники шли с националистическими лозунгами, в том числе и в поддержку президента Путина. За несколько дней до 4 ноября 2006 года правоохранительные органы провели ряд обысков, сотрудники ГУВД Санкт-Петербурга посетили заседание оргкомитета «Русского марша» в Санкт-Петербурге и задержали присутствовавших.
В 2008 году на проведение главного «Русского марша» в Москве были поданы двадцать заявок во все административные округа Москвы, в том числе и в Центральный. Все двадцать заявок были отклонены властями по разным причинам.
В 2011 году было подано три заявки на проведение «Русского марша» в Томске, но администрация города поочерёдно отклонила их. В свою очередь, организатор — Панславянское молодёжное объединение — утверждает, что планировало провести мероприятие всего лишь с хороводами и народными гуляньями.
В Казани во время несанкционированного шествия были задержаны порядка 70 человек, в Новокузнецке — 200 человек. Активистам Панславянского молодёжного объединения из Томска вслед за запретом на «Русский марш» было отказано в проведении круглого стола «Русский демарш» в одном из местных вузов. Несмотря на давление властей, мероприятие всё-же состоялось в томском издательстве.

### Уголовные дела против организаторов
В ноябре 2008 года против одного из организаторов «Русского марша» и лидеров русских националистов Александра Белова было возбуждено уголовное дело по ст. 282 УК РФ («Возбуждение ненависти либо вражды, а равно унижение человеческого достоинства»). Прокуратура сочла разжигающим межнациональную рознь выступление Белова на митинге 4 ноября 2007 года.
Белов произнёс речь, в которой называл власти России «оккупантами» и «п**ми», звучали лозунги «Нация превыше всего!» и «Россия будет белой!». «Вы — настоящая власть. — А не те, которые прячутся в этом свитке Торы» — в этот момент оратор показал пальцем на здание правительства России. Суд признал Белова виновным и приговорил его к полутора годам условно с отсрочкой на два года.
19 августа 2015 года в отношении Белова снова было возбуждено уголовное дело по ст. 282 УК РФ. Была проведена экспертиза видеозаписи проекта «Срок» «Александр Белов-Поткин на разборке», согласно которой, политик, комментируя нападение приезжих на свою соратницу, рекомендовал москвичам не боятся прибегать к самообороне, также Белов призвал Рамзана Кадырова забрать своих людей из Москвы «раз мирно жить не получается». Кроме того, были предъявлены обвинения по экономической статье, которые позже были отведены в суде. Белов был приговорён к 3,5 годам лишения свободы.
В октябре 2016 года в день подачи уведомления был задержан, а позднее помещён под домашний арест один из организаторов «Русского марша» и лидеров русских националистов Дмитрий Дёмушкин. 25 апреля 2017 года Нагатинским районным судом Москвы по ст. 282 он был приговорён к 2,5 годам лишения свободы.
В 2011 году против одного из основных организаторов «Русского марша» Константина Крылова было возбуждено уголовное дело по статье об экстремизме из-за его выступления на московском митинге «Хватит кормить Кавказ!». Впоследствии он был приговорён по ст. 282 к 120 часам исправительных работ.
8 августа 2018 года взят под стражу секретарь «Русского марша» в Москве Владимир Ратников (Комарницкий). Затем он долгое время находился в СИЗО. В конце февраля 2021 года ему удалось сбежать из-под домашнего ареста. Ратников был обвинён в руководстве оппозиционной организацией националистов «Чёрный блок». В отношении членов «Чёрного блока» были возбуждены дела по различным статьям УК РФ.
Организаторы «Русского марша» в Калининграде, соратники организации БАРС 17 апреля 2020 года были приговорены по статье «создание экстремистского сообщества» к лишению свободы на срок от 6 до 8 лет.
Организатор «Русского марша» в Астрахани Игорь Стенин был приговорён к двум годам колонии-поселения за проукраинский комментарий в интернете.

### Запреты в России политических структур организаторов
- 27.04.2010 — «Славянский союз»
- 18.04.2011 — Движение против нелегальной иммиграции
- 16.09.2015 — Национальная социалистическая инициатива
- 28.10.2015 — Этнополитическое объединение «Русские»
- 23.11.2016 — «Рубеж Севера»[217]
- 17.04.2020 — Балтийский авангард русского сопротивления[215]
- 29.07.2020 — Комитет «Нация и Свобода»[218]
- 17.03.2021 — «Чёрный блок»[219]

## В других странах постсоветского пространства

### Приднестровье (Молдавия)
В 2006 году «Русский марш» прошёл в Тирасполе (Приднестровье).

### Украина
Различные акции проходили в ряде городов Украины — в Киеве (2011), Симферополе, Донецке, Харькове, Севастополе, Николаеве (2013), Одессе (2013).

### Казахстан
В Казахстане «Русский марш» не проводился. Однако 4 ноября 2012 прошёл митинг у исторического здания Казачьей управы Алматы. В мероприятии приняли участие более 50 активистов. К собравшимся обратились глава «Русской общины» Казахстана Бунаков и верховный атаман Союза казачьих общественных объединений Казахстана Захаров, которые рассказали об истории праздника и задачах «Русского марша». В руках собравшиеся держали плакаты: «1612—1812—2012. Россия так держать», «Мы русские за единение и согласие», «Русский Марш вперёд!», а также российский имперский и российский триколоры.

### Белоруссия
Аналогом «Русского марша» в Белоруссии считается «Славянский марш», который проводился 25 ноября 2012 года в Могилёве.

## Критика и общественная реакция
Оценки марша разнятся — от «респектабельного охранительного движения», по мнению правых идеологов, до «коричневого марша», с точки зрения либералов, левых и правозащитников. Высказывалось мнение, что в отличие от Дня народного единства, «Русский марш» не сплачивает, а, напротив, раскалывает общество. Вместо интеграции марш получил ярко выраженную дезинтегративную функцию, не в силу иного нарратива, который отличал участников марша от остального общества, а по причине реинтерпретации общего нарратива. Если государство трактует День народного единства в качестве манифестации единства российского общества, то «Русский марш» акцентируется на этнонациональной солидарности, стремясь резервировать праздник за русскими и противопоставить их всем «инородцам» или «некоренным». В то же время сами участники марша понимают «русскость» различно, связывая её с православием или с «язычеством», с империей или с национальным государством.
Стремление организаторов «Русского марша» расширить социальную базу не увенчалось значительным успехом. Часть общественности, разделяющая ксенофобские настроения в отношении мигрантов, возлагает надежды на решение проблемы на власти, а не на правых радикалов. Данные шествия мало интересовали общественность: журналистов и сотрудников полиции на них всегда присутствовало намного больше, чем зрителей. Вначале большая часть респондентов не поддерживала лозунги «Русского марша»: в 2005 году таких было 64 %, что в то время прямо коррелировало с уровнем благосостояния. Позднее поддержка росла, но затем несколько уменьшилась: в 2010 году — 28 %, в 2013 году — 40 %, в 2014—2015 годах — 30-31 %. Однако
основания полагать, что не все из респондентов знали лозунги «Русского марша» и понимали
их суть: от 59 % в 2010 году до 65-70 % в 2014—2015 годах слабо представляли эти лозунги или ничего о них не знали.
Согласно проведённому в 2006 году фонда «Общественное мнение» опросу, что 75 % респондентов ничего не слышали о «Русском марше», состоявшемся 4 ноября 2006 года. Лучше всего были осведомлены о «Русском марше» москвичи с высшим образованием и высшим из участвовавших в опросе уровнем дохода; из тех, кто слышал об этой акции, только москвичи в своём большинстве ответили, что в их регионе «Русский марш» имел место.
19 октября 2005 года группа правозащитников (Светлана Ганнушкина, Галина Кожевникова и др.) обратилась с открытым письмом на имя мэра Москвы Юрия Лужкова (копия генеральному прокурору Владимиру Устинову) с требованием «проведения проверки деятельности Движения против нелегальной иммиграции (ДПНИ)» и «недопущения проведения в столице шествия „Очистим город от непрошенных гостей!“, нарушающего права и свободы человека».
В 2006 году перспектива проведения «Русского марша» обсуждалась в Государственной думе. Вопрос о «Русском марше» поднял один из его организаторов, депутат Андрей Савельев, потребовавший от спикера оказать давление на Юрия Лужкова, запретившего «Русский марш». Вице-спикер Государственной думы Владимир Жириновский, в свою очередь, выступил с ответным предложением лишить мандата и прогнать из парламента депутатов-организаторов «Русского марша». Идею лишения депутатской неприкосновенности участников «Русского марша» высказал также другой вице-спикер, депутат от фракции «Единая Россия» Олег Морозов.
Согласно исследованию, проведённому профессорами Манчестерского университета Стивеном Хатчингсом и Верой Тольц (2014), российские государственные СМИ сообщают о «Русском марше» всегда негативно, фокусируясь на каких-либо правонарушениях. Типичным исследователи называют репортаж в программе «Вести» государственного телеканала, когда вслед за высказываниями лидера Национально-демократической партии о необходимости ужесточить визовый режим для мигрантов и обеспечить рабочие места для россиян, ведущий поясняет, что собравшаяся толпа пришла сюда, руководствуясь отнюдь не этими целями, а экстремистскими и криминальными мотивами. По мнению исследователей, если первоначально медийная стратегия власти заключалась в попытках попытаться инкорпорировать «Русский марш» в структуру официального празднования Дня народного единства — то в последующем она была заменена стратегией вытеснения и высмеивания этого события, а также подрыва доверия населения к его участникам через массовые государственные СМИ.
4 ноября 2013 года партия «Яблоко» организовала Общественный форум «Единство России в солидарности граждан. Против ксенофобии и национализма», который позиционировался в качестве меры противодействия «Русскому маршу», и призывал все силы общества объединиться в борьбе с «ксенофобией».
С критикой «Русского марша» как акции националистов выступил в 2013 году известный олигарх Михаил Прохоров, а также политический и государственный деятель Владимир Рыжков
По мнению Леонтия Бызова, старшего научного сотрудника Института социологии РАН, «Русский марш» 2011 был очень важным событием, вокруг националистического ядра собирается весь протестный электорат. «Уже появились лидеры, уже появился устойчивый электорат, оформляется более-менее устойчивая идеология и можно предположить, что если у нас когда-нибудь произойдёт революция, то она произойдёт не без националистических лозунгов»
Кинорежиссёр Сергей Угольников отмечает падение интереса к «Русскому маршу», которому не удалось стать социальным явлением. «Неадекватное стремление к политической капитализации начало дробить общность рядов… с эстетикой у организаторов — не заладилось сразу. Всё, что можно предоставить для „красивой картинки“ — это родноверы».

## Параллельные акции
Одновременно с «Русскими маршами» в ряде городов происходят и акции антифашистских организаций. Отмечались случаи столкновений антифашистов с националистами и вмешательства полиции.
В 2009, 2010 и 2011 годах одновременно с националистическим «Русским маршем» собственное шествие под таким же названием поводило проправительственное движение «Наши».

## Похожие мероприятия

### Грузия
14 июля 2017 года в Тбилиси на проспекте Агмашенебели, где расположено большое число турецких, иранских и арабских кафе и ресторанов, ряд грузинских националистических организаций провёл «Грузинский марш» под руководством правого политика Сандро Брегадзе против нелегальной иммиграции. Многие сравнили демонстрацию с «Русским маршем», хотя лидеры шествия опровергли какие-либо связи с организаторами этого движения. 23 июля партия «Движение на свободу — Европейская Грузия» провела в ответ митинг под названием «Против русского фашизма» и обвинила организаторов «Грузинского марша» в тесном сотрудничестве с российской стороной, в частности с Александром Дугиным. «Грузинский марш» опроверг эти обвинения.
В июле 2020 года движение «Грузинский марш» преобразовалось в политическую партию и приняло участие в парламентских выборах. Партия собрала всего 0,25 % голосов и не прошла в парламент.